# Aanval op DHL-vliegtuig bij Bagdad op 22 november 2003
Op 22 november 2003 werd bij de luchthaven van Bagdad een Airbus A300 vrachtvliegtuig, dat vloog voor DHL, geraakt door een luchtdoelraket. De aanval vond plaats tijdens het opstijgen. De raket bracht zware schade toe aan de linkervleugel en de hydraulische systemen van het vliegtuig. Het toestel kon echter terugkeren naar Baghdad, en veilig landen.
De Parijse journaliste Claudine Vernier-Palliez vergezelde een Fedayeen-commandoteam op hun aanvalsmissie tegen de DHL, en schreef hier een rapport over.

## Bestemming en bemanning
De Airbus was op weg van Bagdad International Airport naar Bahrain International Airport om 06:30 UTC. Het vliegtuig had drie bemanningsleden aan boord: twee Belgen, piloot Eric Gennotte en co-piloot Steeve Michielsen, en een Schot, boordwerktuigkundige Mario Rofail.

## Aanval
Om de kans op een aanval vanaf de grond te verkleinen, klom het toestel na de start extra snel. Toen het vliegtuig echter op ongeveer 2.450 meter hoogte was, werd het aan de linkervleugel getroffen door een 9K34 Strela-3 (SA-14 Gremlin) luchtdoelraket. De inslag van de raket scheurde de vleugel open, en veroorzaakte brand. Alle drie hydraulische systemen verloren druk en vielen uit. Het toestel zelf begon razendsnel te stijgen en dalen in een poging de oude aanvalshoek te herstellen.
Net als bij de ramp met United Airlines-vlucht 232 uit 1989 kon de piloot door de schade enkel nog de voortstuwing van het toestel gebruiken om de hoek, hoogte en snelheid van het vliegtuig aan te passen. Rofail gebruikte een gravity drop om het landingsgestel uit te klappen.
Na 10 minuten experimenteren ontdekte de crew hoe ze het vliegtuig konden besturen met de laatste nog werkende middelen. Ze keerden terug naar Baghdad International Airport.

## Noodlanding
Vanwege de schade aan de linkervleugel en het verlies van brandstof, moest Rofail de motor goed in de gaten houden, en uiteindelijk brandstof uit de rechtertank gebruiken.
Gennotte en Michielsen wilden een noodlanding maken op landingsbaan 33R, maar het toestel dreef af naar rechts zodat ze gedwongen waren de kortere landingsbaan 33L te gebruiken. Het zicht was echter perfect, en de piloten slaagden erin het toestel rustig te laten dalen.
Op 120 meter hoogte kreeg het toestel last van turbulentie, afkomstig van de grond. Hierdoor kwam het toestel verkeerd op de landingsbaan terecht. Rofail gebruikte de volle remkracht van het toestel, maar de Airbus kwam desondanks naast de verharde landingsbaan terecht. 1000 meter verderop kwam het toestel pas tot stilstand.
De crew kon het toestel verlaten via de noodtrap. Aanvankelijk wilde de crew zo snel mogelijk bij het toestel vandaan rennen uit angst voor een explosie, maar grondpersoneel van de Amerikaanse luchtmacht hield hen tegen omdat er nog landmijnen lagen in het gebied waar ze waren geland. De crew werd later geëvacueerd.

## Nasleep
De Guild of Air Pilots and Air Navigators gaf de drie crewleden de Gordon-Burge Memorial Award voor hun moedige optreden. Ook kreeg de crew de Flight Safety Foundation Professionalism Award in Flight Safety.
In mei 2006 gaf Eric Gennotte samen met testpiloot Armand Jacob een presentatie over de ramp aan de Toulouse-tak van de Royal Aeronautical Society getiteld “Landing an A300 Successfully Without Flight Controls”. Het vliegtuig werd na het ongeluk gerepareerd en in 2005 ter verkoop aangeboden.